# Тревор Кокер
Тревор Кокер (англ. Trevor Coker, 1 жовтня 1949 — 23 серпня 1981) — новозеландський академічний веслувальник.
Олімпійський чемпіон 1972 року в складі вісімки, бронзовий призер 1976 року в складі вісімки.
Бронзовий призер Чемпіонату світу 1974, 1975 років у складі вісімки.
Чемпіон Європи 1971 року в складі вісімки.